# Cobar

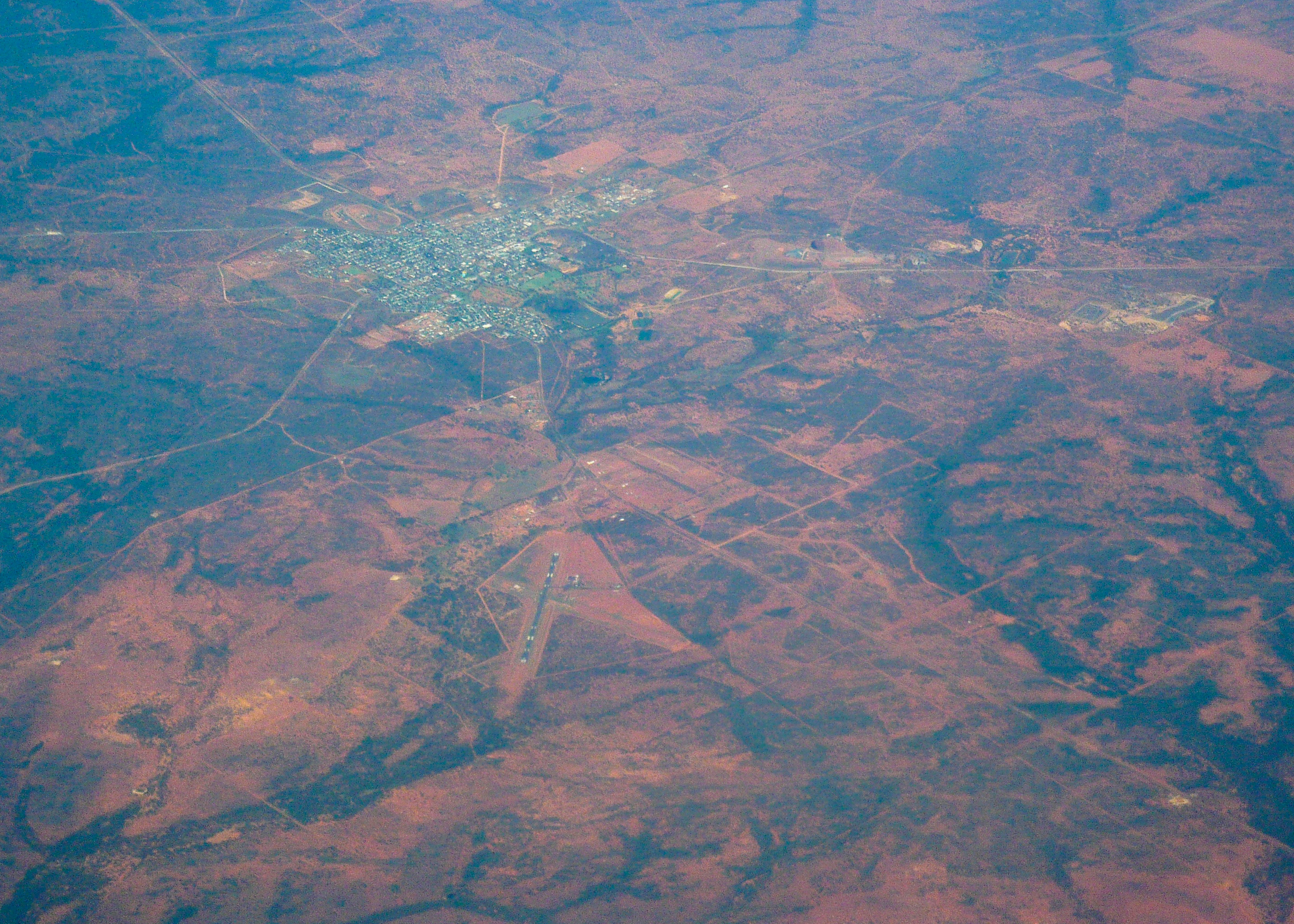
Vista aérea de Cobar

O condado de Cobar é uma área do governo local na região de Orana de Novo Gales do Sul, Austrália. O condado está localizado em uma área que é baseado na cidade mineira de Cobar. O condado é atravessado pela estrada  Barrier Highway e Kidman Way. Com uma área total de 44.065 quilômetros quadrados (17,014 milhas quadradas), Cobar é maior do que a Dinamarca e 99 outros países e territórios autônomos. 
A prefeita do condado de Cobar é Lilliane Brady, que não está alinhada com nenhum partido político.